# رنه شوفیچ
رنه شوفیچ (انگلیسی: René Schöfisch؛ زادهٔ ۳ فوریهٔ ۱۹۶۲) اسکیت‌باز سرعت اهل آلمان است.